# Condado de Scotland (Missouri)
O Condado de Scotland é um dos 114 condados do estado americano de Missouri. A sede do condado é Memphis, e sua maior cidade é Memphis. O condado possui uma área de 1 138 km² (dos quais 2 km² estão cobertos por água), uma população de 4 983 habitantes, e uma densidade populacional de 4 hab/km² (segundo o censo nacional de 2000). O condado foi fundado em 1841.